# Họ vi điều khiển AVR

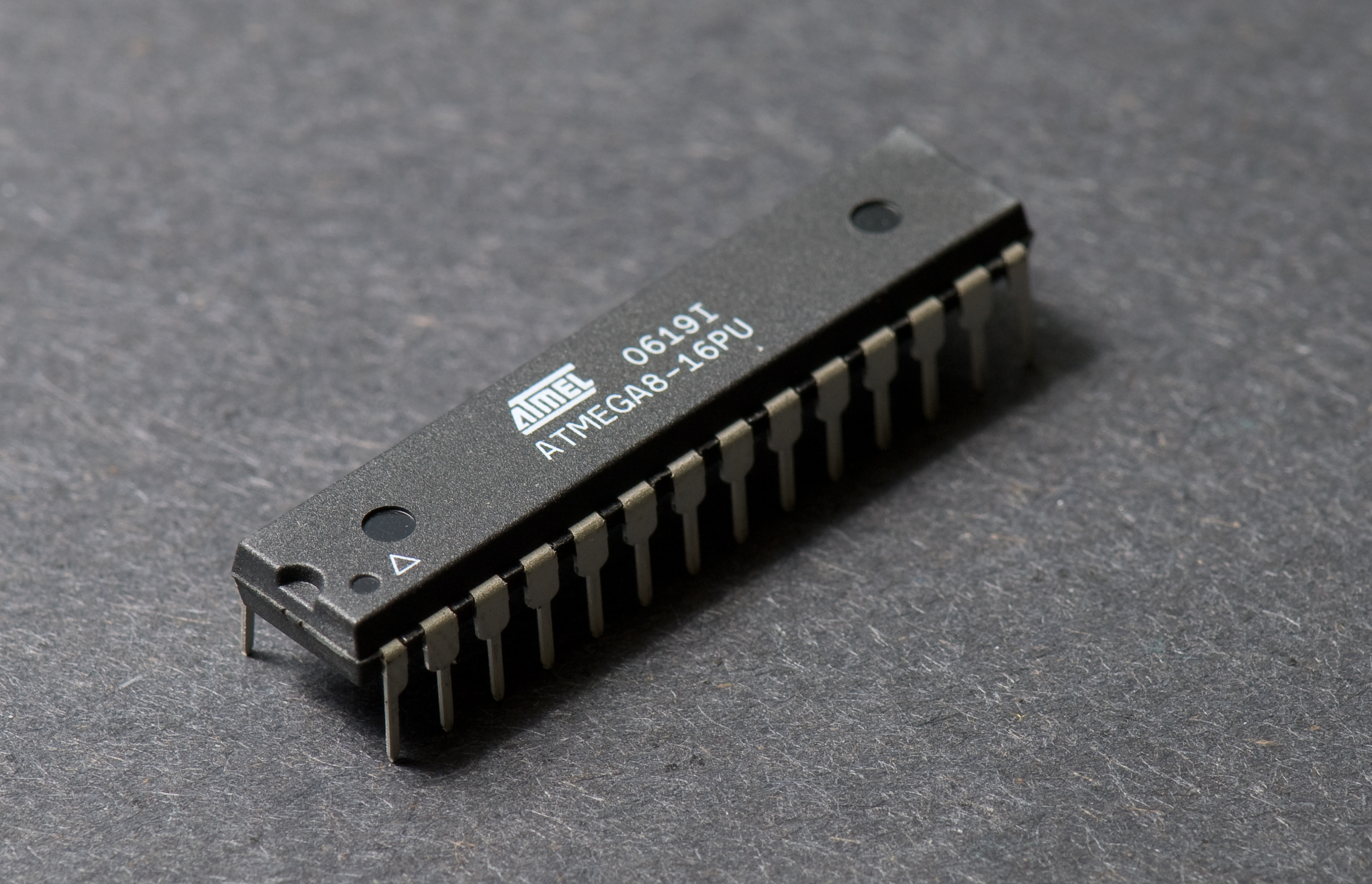
Atmel AVR ATmega8 PDIP.

AVR (tiếng Anh: AVR microcontrollers) là một họ vi điều khiển do hãng Atmel sản xuất được giới thiệu lần đầu năm 1996, sau đó được Microchip Technology mua lại vào năm 2016. AVR có rất nhiều dòng khác nhau bao gồm dòng Tiny AVR (như AT tiny 13, AT tiny 22…) có kích thước bộ nhớ nhỏ, ít bộ phận ngoại vi, rồi đến dòng AVR (chẳn hạn AT90S8535, AT90S8515,…) có kích thước bộ nhớ vào loại trung bình và mạnh hơn là dòng Mega (như ATmega32, ATmega128,…) với bộ nhớ có kích thước vài Kbyte đến vài trăm Kb cùng với các bộ ngoại vi đa dạng được tích hợp trên chip, cũng có dòng tích hợp cả bộ LCD trên chip (dòng LCD AVR). Tốc độ của dòng Mega cũng cao hơn so với các dòng khác. Sự khác nhau cơ bản giữa các dòng chính là cấu trúc ngoại vi, còn nhân thì vẫn như nhau.
Năm 2008, Atmel lại tiếp tục cho ra đời dòng AVR mới là megaAVR, với những tính năng mạnh mẽ chưa từng có ở các dòng AVR trước đó. Có thể nói XXmegaAVR là dòng MCU 8 bit mạnh mẽ nhất hiện nay.